# Davide Ghirlandaio
David di Tommaso Curradi di Doffo Bigordi, dit Davide Ghirlandaio (Florence, 14 mars 1452 - Florence, 10 avril 1525) est un peintre italien, enlumineur, fresquiste et mosaïste. Il est le frère de Domenico Ghirlandaio, son cadet de trois ans. 

## Biographie
Davide Ghirlandaio travaille sur de nombreuses œuvres avec Domenico et reprend l'atelier familial à la mort de celui-ci en 1492, un atelier qu'a fréquenté Michel-Ange et où il forme son neveu Ridolfo del Ghirlandaio.

## Œuvres

### Fresques
- Travaux de fresques avec son frère au Vatican, paroi nord de la chapelle Sixtine (registres de comptes de Platina, responsable de la bibliothèque)
- Ultima Cena (1476), réfectoire du monastère de la Badia a Passignano (avec son frère Domenico)

### Mosaïques
- Annonciation, mosaïque du tympan du portail extérieur de la Basilica della Santissima Annunziata de Florence
- La Vierge et l'Enfant (1498), mosaïque sur fond d'or[1], musée national de la Renaissance à  Écouen, France[2].

### Enluminures
- Quelques miniatures de la Bible de Frédéric de Montefeltro, Bibliothèque apostolique vaticane, Urb.Lat.1&2

### Panneaux
- Tobias et l'Ange, Le Mariage de la Vierge et La Mort de saint Zénobe (1479), prédelles, tempera sur bois et or, Metropolitan Museum of Art, New York
- Mariage de la Vierge,
- Madonna con Bambino e santi, Pieve di San Donnino a Villamagna
- Mort de la Vierge, fresques de la chaire de Santa Maria Novella, Florence (avec Mainardi)
- Portrait de Selvaggia Sassetti, vers 1487-1488, Metropolitan Museum of Art, New York[3]
- La Vierge et l'Enfant et anges, cabinet du Giotto, musée Condé, Chantilly, France[4]
- La Vierge à l'Enfant et saint Jean (1490-1500), National Gallery, Londres[5]
- Resurrezione, Gemäldegalerie de Berlin
- Portrait d'une jeune femme, vers 1490, Gemäldegalerie de Berlin[6]
- Scène de banquet tirée du conte de Nastagio degli Onesti, dans le "Decameron" de Boccace, Philadelphia Museum of Art[7]
- Scène forestière tirée du conte de Nastagio degli Onesti, dans le "Decameron" de Boccace, Brooklyn Museum (formant une paire avec l'œuvre du musée de Philadelphie)[8]